# Acanthonevra continua
Acanthonevra continua är en tvåvingeart som beskrevs av Hardy 1986. Acanthonevra continua ingår i släktet Acanthonevra och familjen borrflugor. Inga underarter finns listade i Catalogue of Life.